# Долна Калифорния
Долна Калифорния (на испански: Baja California, Баха Калифорния) е най-северният щат на Мексико. Понякога се нарича неофициално Северна Долна Калифорния (Baja California Norte), за да се разграничи от полуострова Долна Калифорния, в чиято северна половина е разположен и щатът. Южна Долна Калифорния е отделен щат, разположен в южната половина на полуострова. Населението на Долна Калифорния е 3 315 766 души (2015), а столицата е Мексикали.

## География
Долна Калифорния се разпростира на север до Границата между САЩ и Мексико, където граничи с американския щат Калифорния.

## Административно деление

### Градове
- Енсенада
- Мексикали (столицата на щата)
- Плаяс Росарито
- Сан Фелипе
- Текате
- Тихуана (най-населеният град в щата)

## Население
2 844 469 (2005)
Расов състав:
- 40 % – бели
- 36 % – метиси
- 15% – индианци
- 9 % – азиатци
- 1 % – чернокожи